# Rhogeessa hussoni
Rhogeessa hussoni és una espècie de ratpenat de la família dels vespertiliònids. Viu a Surinam i l'est del Brasil. Fou anomenat en honor del mastòleg neerlandès Antonius Marie Husson.

## Hàbitat i ecologia
Hi ha poca informació, fet pel qual es suposa que és similar a Rhogeessa tumida. Un espècimen fou trobat al sud-oest de Surinam en un bosc mixt de sabana i galeria, mentre que un altre fou trobat en una selva a les terres baixes de l'estat de Bahia, al Brasil.

## Conservació
Aquesta espècie és extremadament poc coneguda. Probablement estigui amenaçada per la pèrdua d'hàbitat.